# Paredes (Portugal)
Paredes is een plaats en gemeente in het Portugese district Porto.
De gemeente heeft een totale oppervlakte van 156 km² en telde 83.376 inwoners in 2001.

## Freguesias
- Aguiar de Sousa
- Astromil
- Baltar
- Beire
- Besteiros
- Bitarães
- Castelões de Cepeda
- Cete
- Cristelo
- Duas Igrejas
- Gandra
- Gondalães
- Louredo
- Madalena
- Mouriz
- Parada de Todeia
- Rebordosa
- Recarei
- São Salvador de Lordelo
- Sobreira
- Sobrosa
- Vandoma
- Vila Cova de Carros
- Vilela

## Geboren
- Jaime Pacheco (1957), Portugees voetballer
- Hélder Barbosa (1987), Portugees voetballer